# Bob Avellini
Robert Hayden Avellini (New York, 28 agosto 1953 – Northborough, 4 maggio 2024) è stato un giocatore di football americano statunitense che militò nel ruolo di quarterback nella National Football League (NFL).

## Carriera
Avellini fu scelto dai Chicago Bears nel corso del sesto giro del Draft NFL 1975. Nella sua prima stagione disputò come titolare quattro partite in una squadra che terminò con un record di 4-10, passando 942 yard, 6 touchdown e subendo 11 intercetti.
Divenuto stabilmente titolare nel 1976, Avellini passò 1.580 yard, 8 touchdown e 15 intercetti, con Chicago che salì a un record di 7-7. Le sue cifre migliorarono l'anno seguente, passando 2.004 yard e partendo nuovamente sempre come titolare. Lanciò però 18 intercetti a fronte di solo 11 touchdown. La squadra riuscì a ottenere una wild card per i playoff, dove fu battuta sonoramente dai Dallas Cowboys. Una delle principali cause del successo dei Bears fu la stagione da oltre 1.800 yard corse di Walter Payton.
Nel 1978 i Bears faticarono. Partirono con un record di 4-8 con Avellini titolare che lanciò 5 touchdown ma subì 16 intercetti. Ciò portò l'allenatore Neill Armstrong a preferirgli come titolare il veterano Mike Phipps. Phipps vinse tre delle ultime quattro gare, che gli valsero la conferma come titolare l'anno successivo. I Bears ebbero un sorprendente record di 10–6 nel 1979 e Avellini rimase nel ruolo di riserva in quello e negli anni successivi fino al 1984 dietro a Phipps, Vince Evans e Jim McMahon, scendendo raramente in campo.
Nel 1984, con i Bears che iniziarono con un record di 2–0, Jim McMahon si infortunò e Mike Ditka inserì Avellini come titolare per la gara esterna contro i Green Bay Packers. Avellini partì come titolare solo cinque volte dalla fine della stagione 1978. Chicago finì con il battere i Packers per 9–7. I Bears faticarono la settimana successiva, perdendo nettamente contro i Seattle Seahawks 38–9. Ciò portò Avellini ad essere svincolato, chiudendo la sua esperienza decennale a Chicago. Firmò con i New York Jets a metà novembre, chiudendo la sua carriera da giocatore nel 1984. I Jets lo svincolarono prima della stagione 1985. Avellini tentò un breve ritorno con i Dallas Cowboys nel 1986, partendo come titolare in tre gare di pre-stagione, dopo di che fu svincolato.